# Manuelito (escritor)
Manuel Eduardo Pinheiro Campos, conhecido simplesmente por Manuelito (Guaiúba, 11 de janeiro de 1923 — Fortaleza, 19 de setembro de 2007), foi um escritor, historiador, radialista e jornalista brasileiro.

## Biografia
Doutor honoris causa pela Universidade Federal do Ceará e bacharel em ciências jurídicas e sociais (1948) pela Faculdade de Direito do Ceará.
Foi presidente da Academia Cearense de Letras (1965 a 1974), da Academia Cearense de Retórica, da Comissão Cearense de Folclore, do Conselho Estadual de Cultura, além de fundador da Associação Cearense de Emissoras de Rádio e Televisão e seu primeiro presidente; secretário de Cultura em dois Governos do estado do Ceará; Diretor dos jornais Correio do Ceará e Unitário, Rádio Araripe e TV Ceará Canal 2.
Publicou mais de setenta livros, estando no segundo lugar em número de publicações dentre escritores cearenses, sendo superado apenas por Gustavo Barroso[carece de fontes?]. Dentre suas obras destacam-se as peças teatrais O Morro do Ouro, A Rosa Lagamar, A Donzela Desprezada e Nós, As Testemunhas; e textos dramáticos como As Tentações do Demônio, O Amargo Desejo da Morte e A Morte Prepara o Laço.

## Obras
- Medicina popular, superstições, crendices e meizinhas, (1955),[2]
- Estudos de folclore cearense, (1960),[3]
- O chão dos mortos: romance, (1964),[4]
- Os grandes espantos: contos, (1965),[5]
- O abutre e outras estórias, (1968),[6]
- Gustavo Barroso: sol, mar e sertão, (1988),[7]
- A memória imperfeita: ideias, fatos e costumes, (1993),[8]
- O escrivão das malfeitorias: contos, (1993),[9]
- Teatro: teatro completo de Eduardo Campos, (1999),[10]
- As mal-maridadas: contos, (2001),[11]
- A última ceia do general: peça em um ato, (2003),[12]